# Estação Pedro Livio Cedeño
A Estação Pedro Livio Cedeño é uma das estações do Metrô de Santo Domingo, situada em Santo Domingo, entre a Estação Los Taínos e a Estação Manuel Arturo Peña Batlle. Administrada pela Oficina para el Reordenamiento del Transporte (OPRET), faz parte da Linha 1.
Foi inaugurada em 29 de janeiro de 2009. Localiza-se no cruzamento da Avenida Máximo Gómez com a Avenida Pedro Livio Cedeño.